# 2010–2011-es török labdarúgó-bajnokság (első osztály)
A 2010–2011-es Süper Lig (szponzorált nevén: Spor Toto Süper Lig) a török labdarúgó-bajnokság legmagasabb szintű versenyének 53. alkalommal megrendezett bajnoki éve volt. A pontvadászat 18 csapat részvételével 2010. augusztus 14-én kezdődött és 2011. május 22-én ért véget.
A bajnokságot jobb gólkülönbségének köszönhetően a Fenerbahçe nyerte meg az ezüstérmes Trabzonspor, és a címvédő Bursaspor együttese előtt. Ez volt a klub 18. bajnoki címe. Az élvonaltól a Bucaspor, a Konyaspor, és a Kasımpaşa búcsúzott, helyüket a Mersin İdman Yurdu, a Samsunspor és az Orduspor foglalta el.
A gólkirályi címet a bajnokcsapat brazil csatára, Alex nyerte el 28 találattal, később megválasztották az Év Játékosá-nak is.

## A bajnokság rendszere
A pontvadászat 18 csapat részvételével zajlott, a csapatok a őszi-tavaszi lebonyolításban oda-visszavágós, körmérkőzéses rendszerben mérkőztek meg egymással. Minden csapat minden csapattal kétszer játszott, egyszer pályaválasztóként, egyszer pedig vendégként.
A bajnokság végső sorrendjét a 34 forduló mérkőzéseinek eredményei határozták meg a szerzett összpontszám alapján kialakított rangsor szerint. A mérkőzések győztes csapatai 3 pontot, döntetlen esetén mindkét csapat 1-1 pontot kapott. Vereség esetén nem járt pont. A bajnokság első helyezett csapata a legtöbb összpontszámot szerzett egyesület, míg az utolsó helyezett csapat a legkevesebb összpontszámot szerzett egyesület volt.
Azonos összpontszám esetén a bajnoki sorrendet az alábbi szempontok alapján határozták meg:
1. az egymás ellen játszott bajnoki mérkőzések pontkülönbsége;
2. az egymás ellen játszott bajnoki mérkőzések gólkülönbsége;
3. az egymás ellen játszott bajnoki mérkőzéseken szerzett gólok száma;
4. a bajnoki mérkőzések gólkülönbsége;
5. a bajnoki mérkőzéseken szerzett gólok száma;

A bajnokság győztese lett a 2010–11-es portugál bajnok, az utolsó három helyen végzett csapat pedig kiesett a másodosztályba.

## Változások a 2009–10-es szezonhoz képest
Kiesett az élvonalból
- Diyarbakırspor, 16. helyen
- Denizlispor, 17. helyen
- Ankaraspor, 18. helyen

Feljutott az élvonalba
- Kardemir Karabükspor, a másodosztály bajnokaként
- Bucaspor, a másodosztály ezüstérmeseként
- Konyaspor, a másodosztályú rájátszás győztese

## Részt vevő csapatok
| Csapat               | Székhely  | Stadion                      | 2009–10     |
| -------------------- | --------- | ---------------------------- | ----------- |
| Ankaragücü           | Ankara    | Ankara 19 Mayıs Stadion      | 12.         |
| Antalyaspor          | Antalya   | Antalyai Atatürk Stadion     | 9.          |
| Beşiktaş JK          | Isztambul | Beşiktaş İnönü Stadion       | 4.          |
| Bucaspor             | İzmir     | Yeni Buca Stadion            | 2. (II. o.) |
| Bursaspor            | Bursa     | Bursai Atatürk Stadion       | 1.          |
| Eskişehirspor        | Eskişehir | Eskişehiri Atatürk Stadion   | 7.          |
| Fenerbahçe           | Isztambul | Şükrü Saracoğlu Stadion      | 2.          |
| Galatasaray          | Isztambul | Ali Sami Yen Stadion         | 3.          |
| Gaziantepspor        | Gaziantep | Antep Kamil Ocak             | 13.         |
| Gençlerbirliği       | Ankara    | Ankara 19 Mayıs Stadion      | 10.         |
| İstanbul BB          | Isztambul | Atatürk Olimpiai Stadion     | 6.          |
| Kardemir Karabükspor | Karabük   | Yenişehir Stadion            | 1. (II. o.) |
| Kasımpaşa            | Isztambul | Recep Tayyip Erdoğan Stadion | 11.         |
| Kayserispor          | Kayseri   | Kayseri Atatürk Stadion      | 8.          |
| Konyaspor            | Konya     | Konyai Atatürk Stadion       | 6. (II. o.) |
| Manisaspor           | Manisa    | Manisa 19 Mayıs Stadion      | 14.         |
| Sivasspor            | Sivas     | 4 Eylül Stadion              | 15.         |
| Trabzonspor          | Trabzon   | Huseyin Avni Aker Stadion    | 5.          |

## Végeredmény
| #   | Csapat                | M  | GY | D  | V  | G+ – G– | GK  | P                                                        | Megjegyzések                                                                                     | Egymás elleni |
| --- | --------------------- | -- | -- | -- | -- | ------- | --- | -------------------------------------------------------- | ------------------------------------------------------------------------------------------------ | ------------- |
| 1.  | Fenerbahçe (B)        | 34 | 26 | 4  | 4  | 84–34   | +50 | 82                                                       | 2011–2012-es Bajnokok Ligája – Csoportkör                                                        | 2010104–303   |
| 2.  | TrabzonsporK          | 34 | 25 | 7  | 2  | 69–23   | +46 | 82                                                       | 2011–2012-es Bajnokok Ligája – 3. selejtezőkör                                                   | 2010103–403   |
| 3.  | BursasporCV           | 34 | 17 | 10 | 7  | 50–29   | +21 | 61                                                       | 2011–2012-es Európa-liga – 3. selejtezőkör\|\| rowspan="8" style="background-color: #fafafa;" \| |               |
| 4.  | Gaziantepspor         | 34 | 17 | 8  | 9  | 44–33   | +11 | 59                                                       | 2011–2012-es Európa-liga – 2. selejtezőkör                                                       |               |
| 5.  | Beşiktaş JK (KGY)     | 34 | 15 | 9  | 10 | 53–36   | +17 | 54                                                       | 2011–2012-es Európa-liga – Rájátszás1                                                            |               |
| 6.  | Kayserispor           | 34 | 14 | 9  | 11 | 46–44   | +2  | 51 \| rowspan="10" style="background-color: #fafafa;" \| |                                                                                                  |               |
| 7.  | Eskişehirspor         | 34 | 12 | 11 | 11 | 41–40   | +1  | 47                                                       |                                                                                                  |               |
| 8.  | Galatasaray           | 34 | 14 | 4  | 16 | 41–46   | −5  | 46                                                       |                                                                                                  |               |
| 9.  | Kardemir KarabüksporÚ | 34 | 12 | 8  | 14 | 46–53   | −7  | 44                                                       |                                                                                                  |               |
| 10. | Manisaspor            | 34 | 13 | 4  | 17 | 49–52   | −3  | 43                                                       |                                                                                                  |               |
| 11. | Antalyaspor           | 34 | 10 | 12 | 12 | 41–48   | −7  | 42                                                       | 2010102–104                                                                                      |               |
| 12. | İstanbul BB           | 34 | 12 | 6  | 16 | 40–45   | −5  | 42                                                       | 2010101–201                                                                                      |               |
| 13. | Ankaragücü            | 34 | 10 | 11 | 13 | 52–62   | −10 | 41 \| rowspan="6" style="background-color: #fafafa;" \|  |                                                                                                  |               |
| 14. | Gençlerbirliği        | 34 | 10 | 10 | 14 | 43–51   | −8  | 40                                                       |                                                                                                  |               |
| 15. | Sivasspor             | 34 | 8  | 11 | 15 | 43–57   | −14 | 35                                                       |                                                                                                  |               |
| 16. | BucasporÚ (K)         | 34 | 6  | 8  | 20 | 37–65   | −28 | 26                                                       | 1. Lig                                                                                           |               |
| 17. | KonyasporÚ (K)        | 34 | 4  | 12 | 18 | 28–49   | −21 | 24                                                       | 1. Lig                                                                                           |               |
| 18. | Kasımpaşa (K)         | 34 | 5  | 8  | 21 | 31–71   | −40 | 23                                                       | 1. Lig                                                                                           |               |

Forrás: Török Labdarúgó-szövetség (törökül) 
A rangsorolás alapszabályai: 1. összpontszám, 2. egymás elleni eredmények összpontszáma, 3. egymás elleni eredmények gólkülönbsége, 4. egymás elleni eredmények szerzett góljainak száma, 5. gólkülönbség, 6. szerzett gólok száma.
1A Beşiktaş JK nyerte a 2010–2011-es török kupát, így a 2011–2012-es Európa-liga rájátszásában indulhat.
(B): Bajnokcsapat, (K): Kieső csapat, (F): Feljutó csapat, (I): Kupainduló, (R): A rájátszás győztese, (KGY): Kupagyőztes

## Eredmények
| Hazai \ Vendég1      | AGÜ | ANT | BEŞ | BUC | BUR | ESK | FEN | GAL | GAZ | GEN | İBB | KAR | KAS | KAY | KON | MAN | SIV | TRA |
| Ankaragücü           |     | 2–3 | 1–0 | 5–3 | 1–5 | 2–2 | 2–1 | 3–2 | 0–2 | 2–4 | 2–2 | 0–0 | 3–0 | 1–1 | 4–1 | 1–3 | 1–1 | 0–2 |
| Antalyaspor          | 2–2 |     | 0–2 | 3–3 | 2–2 | 2–2 | 0–1 | 3–0 | 0–1 | 0–0 | 1–0 | 1–2 | 3–1 | 2–1 | 1–0 | 1–4 | 1–1 | 0–0 |
| Beşiktaş JK          | 4–0 | 2–1 |     | 5–1 | 1–0 | 3–1 | 2–4 | 2–0 | 1–1 | 2–2 | 0–2 | 1–1 | 1–1 | 4–2 | 2–2 | 2–3 | 2–1 | 1–2 |
| Bucaspor             | 0–0 | 1–0 | 0–1 |     | 0–2 | 0–0 | 3–5 | 0–1 | 2–1 | 3–1 | 0–2 | 2–1 | 4–0 | 3–3 | 3–2 | 1–1 | 0–4 | 1–2 |
| Bursaspor            | 0–0 | 2–3 | 0–3 | 1–0 |     | 2–1 | 1–1 | 2–0 | 1–4 | 1–0 | 1–1 | 2–2 | 2–1 | 2–0 | 1–0 | 2–1 | 2–1 | 0–2 |
| Eskişehirspor        | 0–0 | 0–0 | 2–0 | 1–0 | 1–1 |     | 1–3 | 1–3 | 0–1 | 0–0 | 1–0 | 1–0 | 4–0 | 1–2 | 1–0 | 2–1 | 2–1 | 0–0 |
| Fenerbahçe           | 6–0 | 4–0 | 1–1 | 5–2 | 0–0 | 4–2 |     | 0–0 | 1–0 | 3–0 | 2–0 | 2–1 | 2–0 | 2–0 | 2–0 | 4–2 | 1–0 | 2–0 |
| Galatasaray          | 2–4 | 2–1 | 1–2 | 1–0 | 0–2 | 4–2 | 1–2 |     | 1–0 | 0–2 | 3–1 | 0–0 | 3–1 | 1–1 | 2–0 | 0–2 | 1–0 | 0–1 |
| Gaziantepspor        | 3–2 | 2–1 | 0–0 | 2–0 | 0–3 | 2–1 | 2–1 | 1–0 |     | 1–1 | 4–1 | 0–0 | 0–0 | 2–0 | 2–2 | 1–0 | 3–1 | 1–3 |
| Gençlerbirliği       | 1–0 | 2–3 | 0–2 | 1–0 | 1–5 | 0–1 | 2–4 | 2–3 | 0–0 |     | 2–1 | 2–3 | 1–1 | 4–1 | 2–1 | 2–0 | 1–1 | 1–2 |
| İstanbul BB          | 1–4 | 1–1 | 2–1 | 2–1 | 0–0 | 0–2 | 0–1 | 3–1 | 1–0 | 0–1 |     | 2–1 | 3–1 | 0–2 | 1–0 | 0–0 | 1–2 | 1–3 |
| Kardemir Karabükspor | 5–1 | 2–0 | 1–4 | 3–0 | 1–1 | 1–2 | 0–1 | 2–1 | 3–2 | 3–0 | 0–2 |     | 1–3 | 0–0 | 2–1 | 2–1 | 2–1 | 0–4 |
| Kasımpaşa            | 2–1 | 2–3 | 0–1 | 0–0 | 0–3 | 0–2 | 2–6 | 0–3 | 0–1 | 1–1 | 1–3 | 1–2 |     | 1–2 | 2–2 | 1–0 | 2–0 | 0–7 |
| Kayserispor          | 2–1 | 2–0 | 1–0 | 2–0 | 1–0 | 2–2 | 2–0 | 0–0 | 1–2 | 1–1 | 3–2 | 1–0 | 1–3 |     | 1–3 | 1–2 | 4–1 | 0–0 |
| Konyaspor            | 0–2 | 0–0 | 1–1 | 1–1 | 0–0 | 2–1 | 1–4 | 0–1 | 0–2 | 2–1 | 0–0 | 2–2 | 2–2 | 0–1 |     | 0–0 | 1–1 | 1–2 |
| Manisaspor           | 0–3 | 1–2 | 0–0 | 4–2 | 0–2 | 3–1 | 1–3 | 2–3 | 2–0 | 0–3 | 1–0 | 4–2 | 2–1 | 0–2 | 0–1 |     | 3–0 | 1–2 |
| Sivasspor            | 1–1 | 1–1 | 1–0 | 1–1 | 0–2 | 1–1 | 3–4 | 2–1 | 1–1 | 1–1 | 0–4 | 5–1 | 1–1 | 1–0 | 1–0 | 4–2 |     | 2–3 |
| Trabzonspor          | 1–1 | 0–0 | 1–0 | 2–0 | 1–0 | 0–0 | 3–2 | 2–0 | 3–0 | 3–1 | 3–1 | 3–0 | 1–0 | 3–3 | 1–0 | 1–3 | 6–1 |     |

Forrás: Török Labdarúgó-szövetség (törökül) 
1A hazai csapatok a bal oldali oszlopban szerepelnek.
Színek: Zöld = hazai győzelem; Sárga = döntetlen; Piros = vendéggyőzelem.
 

## A góllövőlista élmezőnye
Forrás: Török Labdarúgó-szövetség (törökül).
28 gólos
- Alex (Fenerbahçe)

19 gólos
- Burak Yılmaz (Trabzonspor)

15 gólos
- Mamadou Niang ([Fenerbahçe)

14 gólos
- Emmanuel Emenike (Kardemir Karabükspor)

13 gólos
- Necati Ateş (Antalyaspor)
- Umut Bulut (Trabzonspor)

12 gólos
- Olcan Adın (Gaziantepspor)
- Jajá (Trabzonspor)
- Josh Simpson (Manisaspor)

10 gólos
- Kahê (Manisaspor)
- Semih Şentürk (Fenerbahçe)
- Stanislav Šesták (Ankaragücü)
- Tita (Antalyaspor)
- Cenk Tosun (Gaziantepspor)

## Külső hivatkozások
- Információk, eredmények és tabella a Török labdarúgó-szövetség honlapján (törökül)
- Eredmények és tabella az rsssf.com-on (angolul)
- Eredmények és tabella a Soccerwayen (angolul)